# Monorotaia

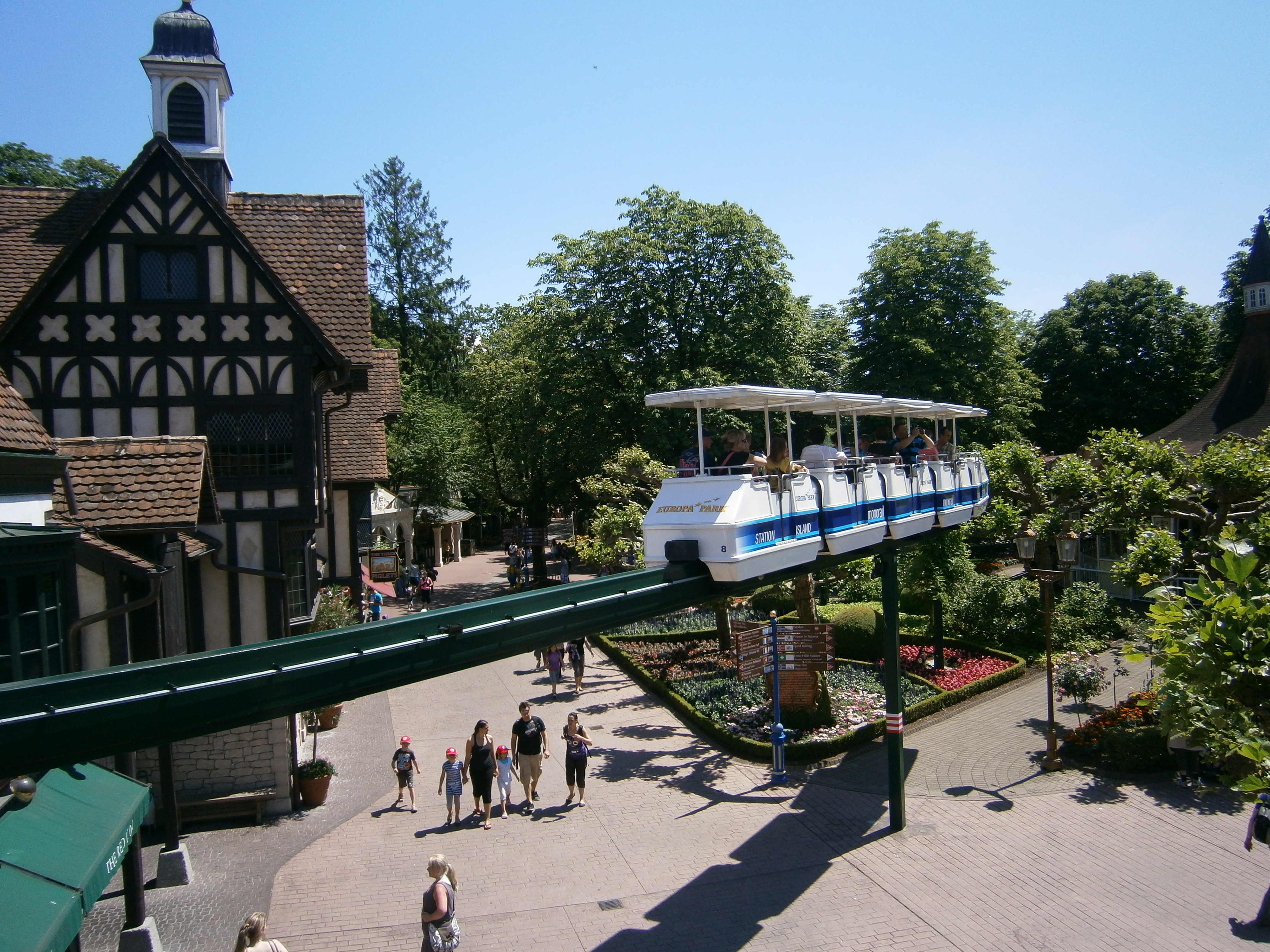
Una monorotaia nell'Europa-Park

Una monorotaia è un sistema di trasporto ferroviario di passeggeri o merci dove un veicolo viaggia sopra (ferrovia a sella) o sotto (ferrovia sospesa) un'unica sede stretta (un'unica trave; da qui il nome monorotaia) con una traiettoria vincolata. La trave può assumere forme diverse ed essere fatta di diversi materiali. Nella maggior parte dei casi è sopraelevata, ma può correre anche a livello del terreno o in tunnel. Nel caso delle ferrovie a sella sostegno e trazione sono assicurati da una serie di ruote generalmente dotate di pneumatici che agiscono sopra e ai lati della trave, rispettivamente ruote portanti e ruote guida. La locomozione dei mezzi delle monorotaie avviene generalmente tramite elettromotrici, anche se sono stati sperimentati motori a vapore e a combustione interna. La Schwebebahn di Dresda, classificabile come ferrovia sospesa, viene azionata con un cavo come una funicolare.
Talvolta vengono definite, impropriamente, monorotaie i sistemi Translohr e GLT.

## Storia

### Applicazioni abbandonate

#### Sistema Palmer

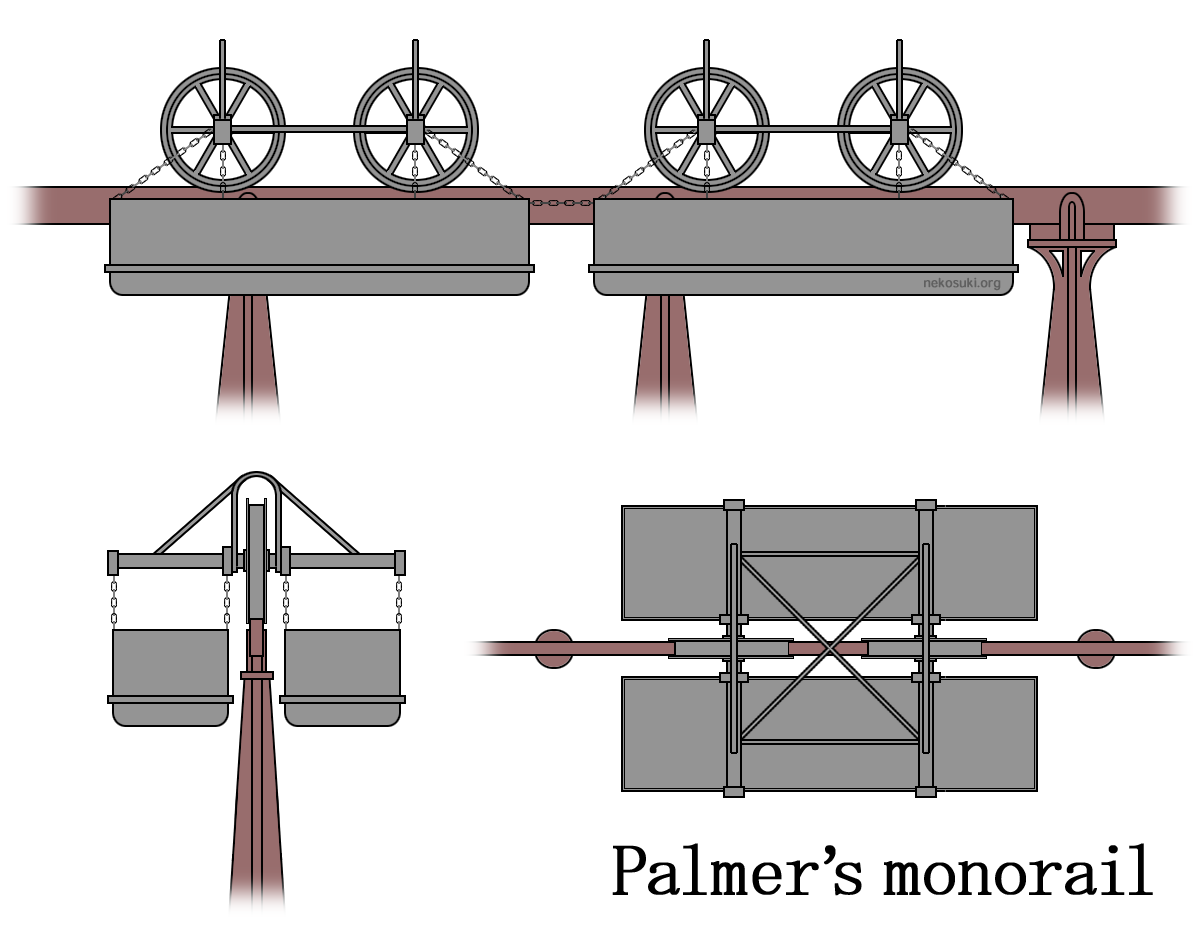
Monorotaia Palmer. In senso orario dall'alto: vista laterale, aerea e frontale.

Nel 1821 Henry Robinson Palmer fece pubblicare un brevetto su una monorotaia. Secondo questo brevetto fu costruita a Cheshunt, in Inghilterra, una ferrovia per il trasporto di mattoni e attivata il 25 giugno 1825. I vagoni pendevano da una rotaia posta in alto e venivano trainati da un cavallo.

#### Sistema Boynton

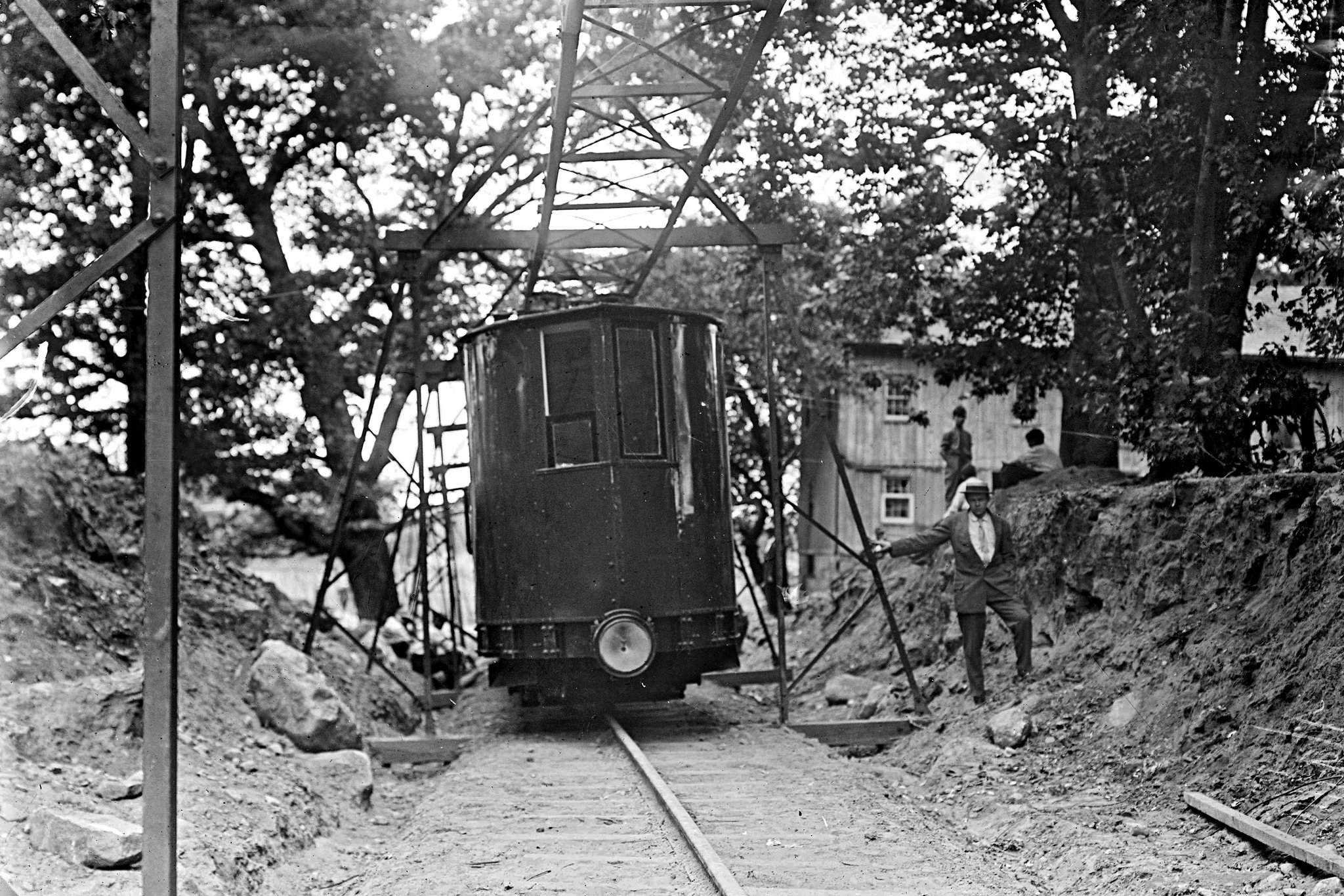
Monorotaia Pelham Park and City Island Railway

Nel 1852 Eben M. Boynton testò un breve tratto della sua monorotaia, da Gravesend a Coney Island, su un tratto abbandonato di ferrovia tradizionale della Sea Beach and Brighton Railroad a scartamento standard. I veicoli erano vincolati da una rotaia centrale tradizionale di tipo Vignoles posata sul terreno ed erano mantenuti in posizione verticale tramite carrelli a ruote orizzontali (quindi con assi verticali) che insistevano sui lati di una trave longitudinale posta al di sopra della ferrovia.
Nonostante i cospicui investimenti, successivi tentativi di estendere la monorotaia fallirono, e il sistema Boynton fu abbandonato. Tuttavia nel 1910 venne attivata nel Bronx di New York un'altra monorotaia concettualmente identica a quella di Boynton: la Pelham Park and City Island Railway, chiusa nel 1919. Un'altra monorotaia di questo tipo è stata attivata nel 1912 all'interno del Senato degli Stati Uniti. È rimasta in funzione fino al 1961 e l'utilizzo era riservato ai soli senatori.

#### Sistema Larmanjat

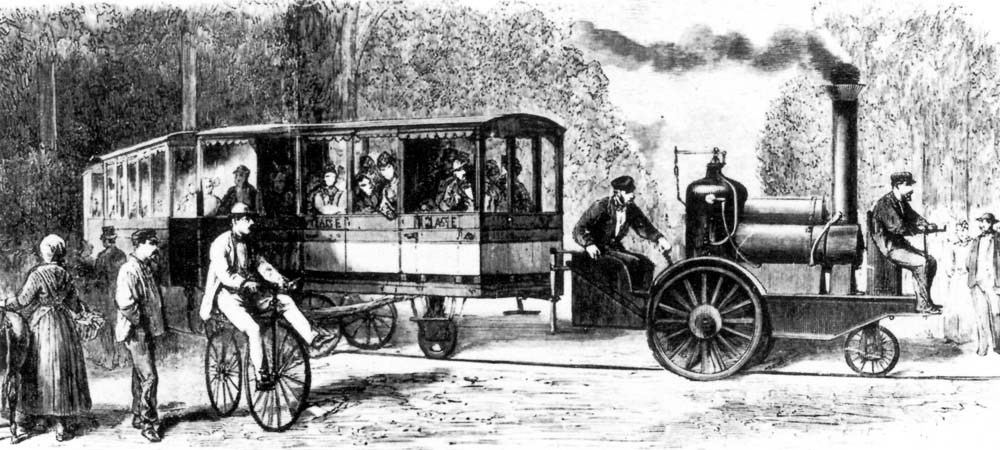
Monorotaia Larmanjat

Questo tipo di monorotaia fu inventato da J.Larmanjat, nato a Huriel, in Francia, il 4 marzo del 1826. Il sistema Larmanjat prevedeva una rotaia centrale di guida e due piste in legno laterali su cui correvano normali ruote non vincolate: nella locomotiva, che era a vapore, la trazione era fornita da queste ultime. Le ruote che agivano sulla rotaia centrale erano di tipo ferroviario a doppio bordino.
La prima applicazione fu in Francia, dove tra Le Raincy e Montfermeil venne costruita una ferrovia Larmanjat che funzionò dall'agosto 1868 al novembre 1869. Sembra che il sistema di guida non fosse molto efficiente e che il treno in curva necessitasse quindi dell'assistenza di un operatore per evitare il deragliamento.
Il 4 settembre 1873 venne inaugurata un'altra ferrovia Larmanjat in Portogallo, che collegava Lisbona con Torres Vedras. La linea era dotata di 15 locomotive a vapore, costruite nel 1872 dalla società inglese Sharp, Stewart & Co. Le ruote esterne di queste macchine avevano un diametro di 3 piedi e 9 pollici (1,143 metri) ed erano azionate da stantuffi situati internamente da 11 pollici × 18 pollici (279 mm × 457 mm).
La ferrovia non ebbe grande successo e fu chiusa l'8 aprile del 1875 dopo neppure due anni di attività.
Il sistema Larmanjat non venne più utilizzato ma dalla fine del XX secolo sono in uso due sistemi moderni molto simili seppur con differenze tecnologiche sostanziali: i sistemi Translohr e GLT. Tuttavia questi sistemi sono considerabili autobus guidati o tranvie su gomma più che monorotaie.

#### Sistema Ewing

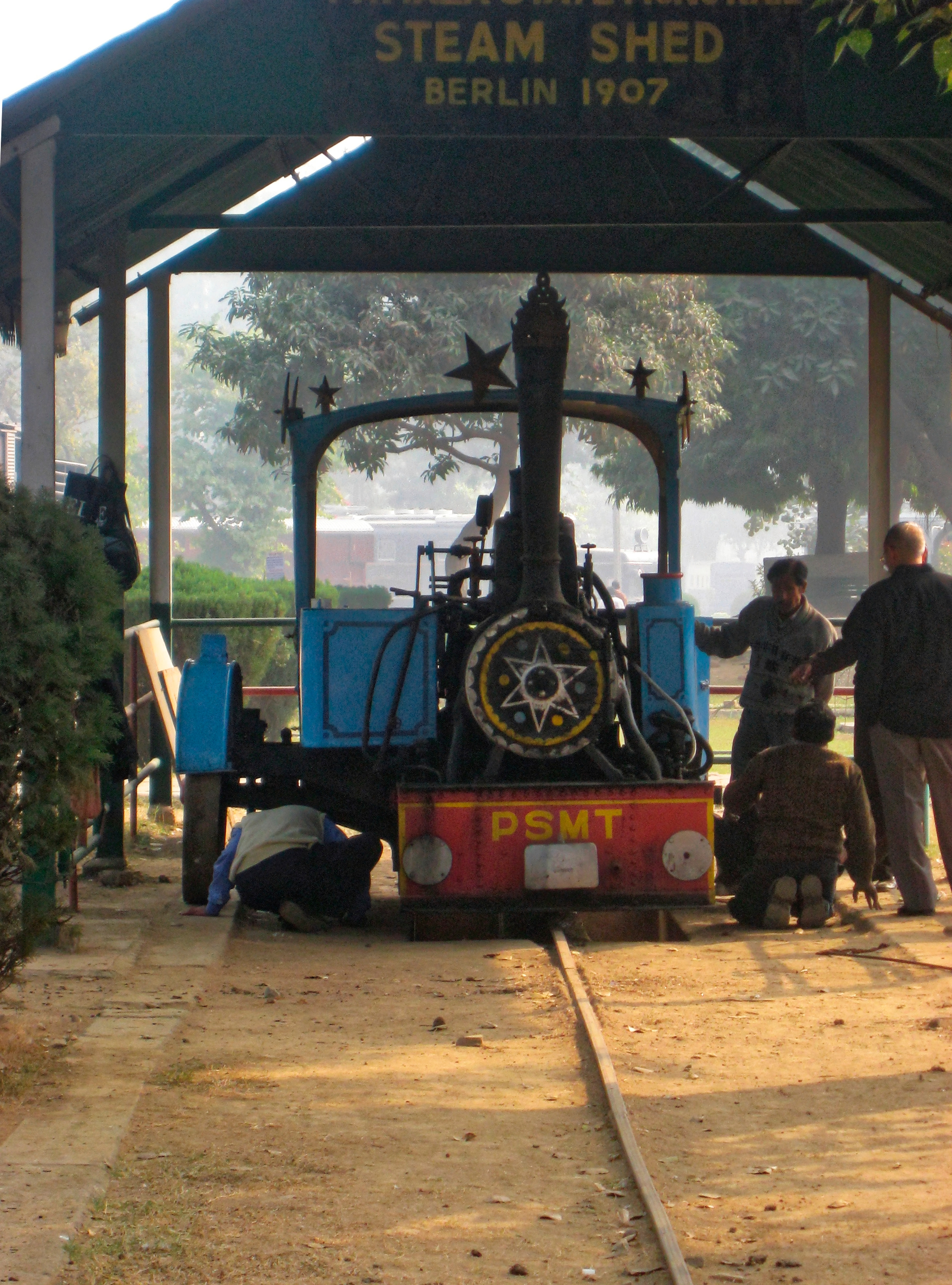
La Patiala State Monorail Trainways, ferrovia monorotaia tipo Ewing

Il sistema Ewing fu in tipo di monorotaia sviluppata dall'inventore inglese W. J. Ewing negli ultimi anni del diciannovesimo secolo a partire da un'idea proposta nel 1868 dal William Thorold, un ingegnere civile inglese di Norwich, nel Norfolk, in occasione di una conferenza all'Associazione britannica per l'avanzamento della scienza. Il sistema prevedeva che la maggior parte del peso ricadesse sulle ruote di tipo ferroviario insistenti sulla rotaia centrale, mentre l'equilibrio sarebbe stato garantito da ruote esterne (poste però solo su un lato dei veicoli) che corressero non vincolate su una normale strada.
L'unica applicazione di questo tipo fu la Patiala State Monorail Trainways, una monorotaia situata nel Punjab in India che fu attiva dal 1910 al 1927. La locomotiva e i vagoni erano formati da ruote che insistevano nella rotaia centrale e da altre due ruote esterne, posto su un solo lato, per mantenere l'equilibrio. La monorotaia è conservata, funzionante a scopo dimostrativo, al National Rail Museum di Nuova Delhi.
Il sistema può considerarsi simile a quello di Larmanjat, con la differenza che questo è asimmetrico, in quanto i veicoli hanno le ruote di appoggio su un solo lato mentre il sistema Larmanjat le prevede su entrambi i lati.

#### Sistema Brennan
Nel 1907 l'ingegnere inglese Louis Brennan (1852-1932) sviluppa una monorotaia che si sposta su ruote d'acciaio a doppio bordino su una singola rotaia Vignoles e che viene attivamente stabilizzata su sistema giroscopico. Il sistema venne realizzato come prototipo funzionante, ma non ebbe ulteriori sviluppi.

#### Altri sistemi
Nel 1922 sul versante massese del Monte Sella, nelle Alpi Apuane, venne installata una monorotaia di circa 3,5 km per la lizzatura, ovvero il trasporto a valle del marmo proveniente dalle cave d'altitudine.
Il sistema, chiamato monorotaia Denham dal nome dell'inventore, consisteva in un trattore motorizzato su rotaia che trainava una slitta di carico per i trasporto del marmo.
Negli anni trenta del XX secolo, in Russia, venne testata, senza seguito, la monorotaia Yarmanchuk, nella quale i treni viaggiavano all'interno di una pista in cemento concava.
Nello stesso periodo, negli Stati Uniti, l'ingegnere Walter H.Judson propose un modello di monorotaia. in cui il peso del veicolo era scaricato su una rotaia centrale rivestita di gomma, mentre il veicolo stesso era mantenuto in posizione verticale da due rotaie laterali su cui agivano ruote orizzontali. In velocità, la forma aerodinamica avrebbe generato una portanza che avrebbe ridotto l'attrito volvente delle ruote sulla rotaia gommata. Una ferrovia di questo tipo non fu mai costruita.

### Applicazioni in uso
Le infrastrutture precedentemente descritte utilizzavano tutte una sola rotaia generalmente d'acciaio e differiscono completamente dalle monorotaie attualmente in funzione. Le moderne monorotaie sono normalmente realizzate con travi in cemento collegate tra di loro senza soluzione di continuità (l'insieme di travi viene definito rotaia) e con tralicci metallici che sorreggono le travi. I veicoli possono correre o a cavallo sopra la trave (ferrovie a sella) o appesi inferiormente (ferrovie sospese). Nel caso delle ferrovie a sella, sostegno e trazione sono assicurati da una serie di ruote dotate di pneumatici che agiscono sopra (le ruote portanti) e ai lati (le ruote guida) della trave. Nelle ferrovie sospese il rotabile non ha alcun contatto continuo con il suolo, essendo vincolato e appeso in alto ad una sola rotaia posta su una struttura portante elevata rispetto alla superficie stradale.

#### Ferrovia a sella
La prima ferrovia a sella fu la General LeRoy Stone's Centennial Monorail realizzata negli USA nel 1876. Il veicolo era dotato di tre ruote metalliche che insistevano su tre rotaie ferroviarie, una, quella portante, posta sulla sommità della trave e le altre due, con la funzione di guide, poste lateralmente formando una struttura a forma di A. La monorotaia Bradford & Foster Brook Monorail, aperta nel 1878 in Pennsylvania, era lunga 6,4 km e derivava dalla monorotaia General LeRoy. È stata chiusa nel 1879 a causa di un deragliamento dovuto all'esplosione del motore a vapore.
Nel 1880 in Algeria l'ingegnere francese Charles Lartigue fece costruire una monorotaia, simile alla General LeRoy Stone, su un tragitto di 90 km. I vagoni di questa ferrovia avevano un carrello al quale ad entrambe le parti erano stati allacciati contenitori per il trasporto di spartocellulosa. La trazione era animale. Tratti ulteriori di questa monorotaia di Lartigue vennero costruiti con apposite locomotive a vapore per una mostra nel 1886 a Londra; nel 1888 tra Listowel e Ballybunion, nel sudovest dell'Irlanda, fu inaugurata una ferrovia Lartigue per il trasporto di passeggeri e merci. Questa ferrovia è stata attiva per 36 anni fino al 1924 e dal 2001 è stato ricostruito un tratto dimostrativo funzionante. Altre ferrovie Lartigue furono la Panissières-Feurs del 1894 e la Magnesium Monorail del 1924.

Nel 1886 il capitano Meigs realizzò come prova un veicolo che si muoveva su una trave dove scorrevano 4 ruote (per carrello dei veicoli), due con asse verticale due disposte a V, ma il progetto venne abbandonato.
William Boyes nel 1911 realizzò a Seattle, nello Stato di Washington, un impianto dimostrativo di una ferrovia a sella con le rotaie di guida in legno poste sopra e lateralmente alla trave sopraelevata. I veicoli potevano raggiungere una velocità massima di 30 km/h. Il progetto non venne però sviluppato.

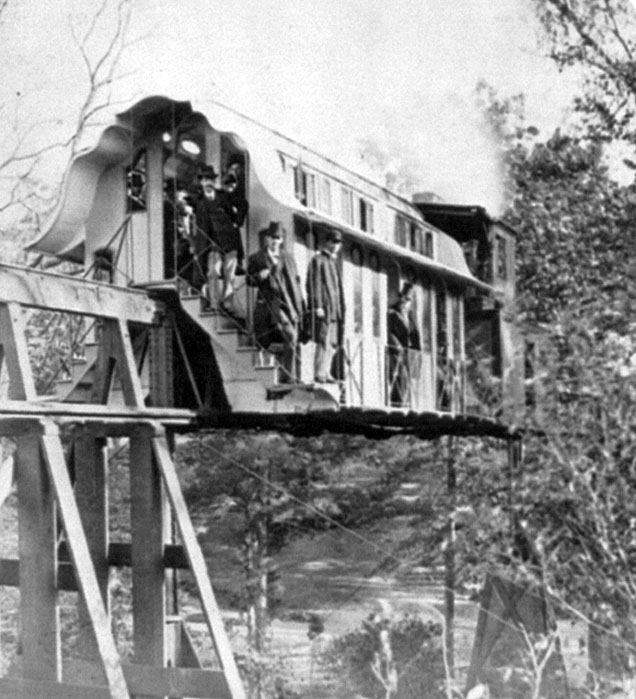
Monorotaia General LeRoy Stone's Centennial
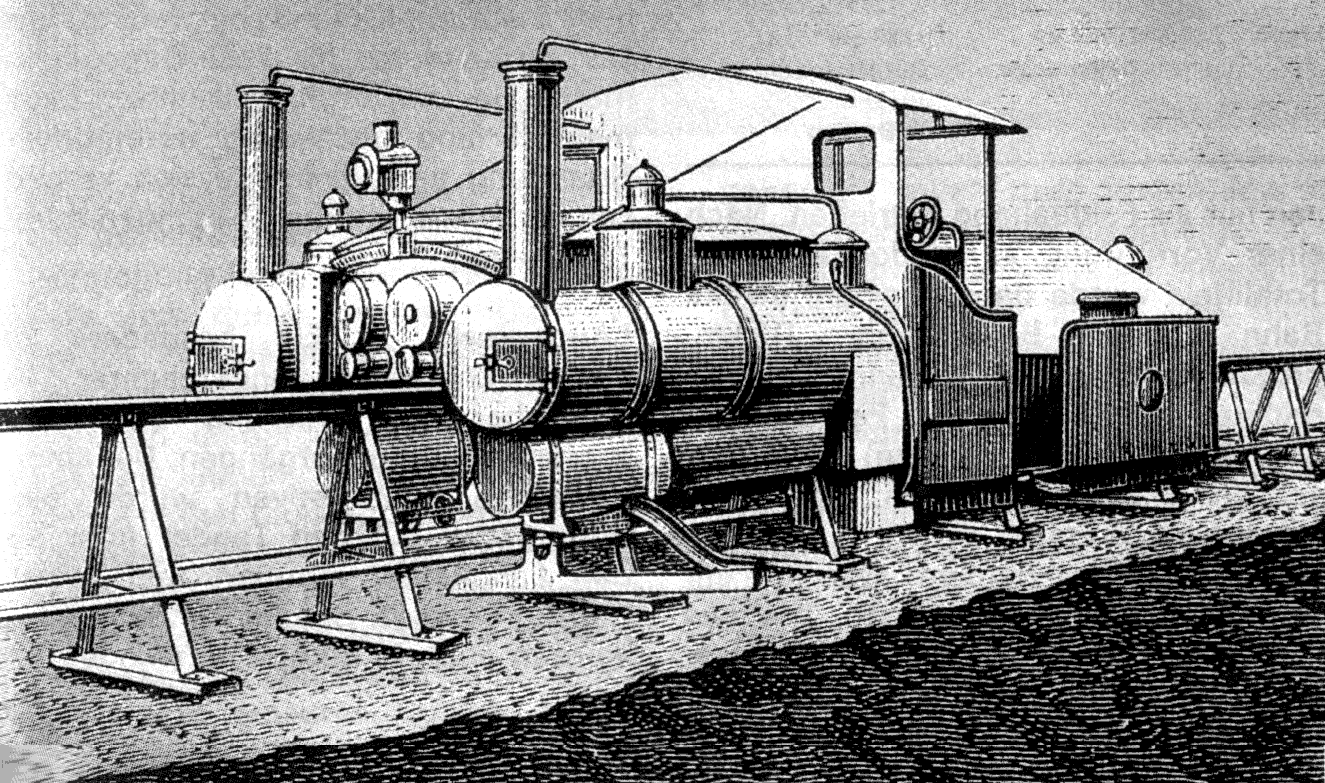
Monorotaia Lartigue
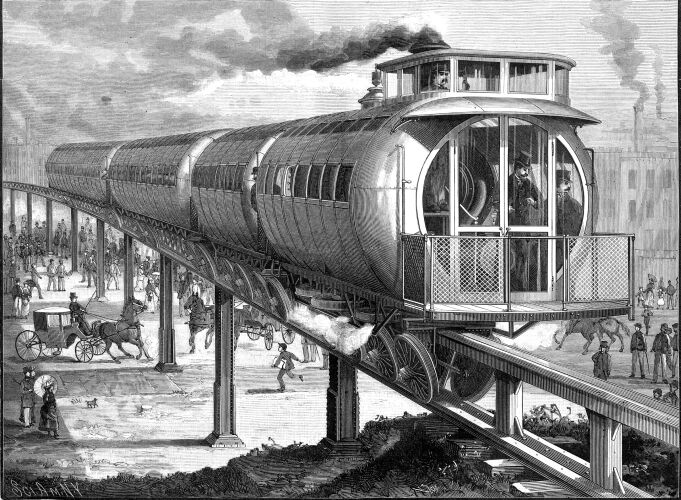
Monorotaia Meigs
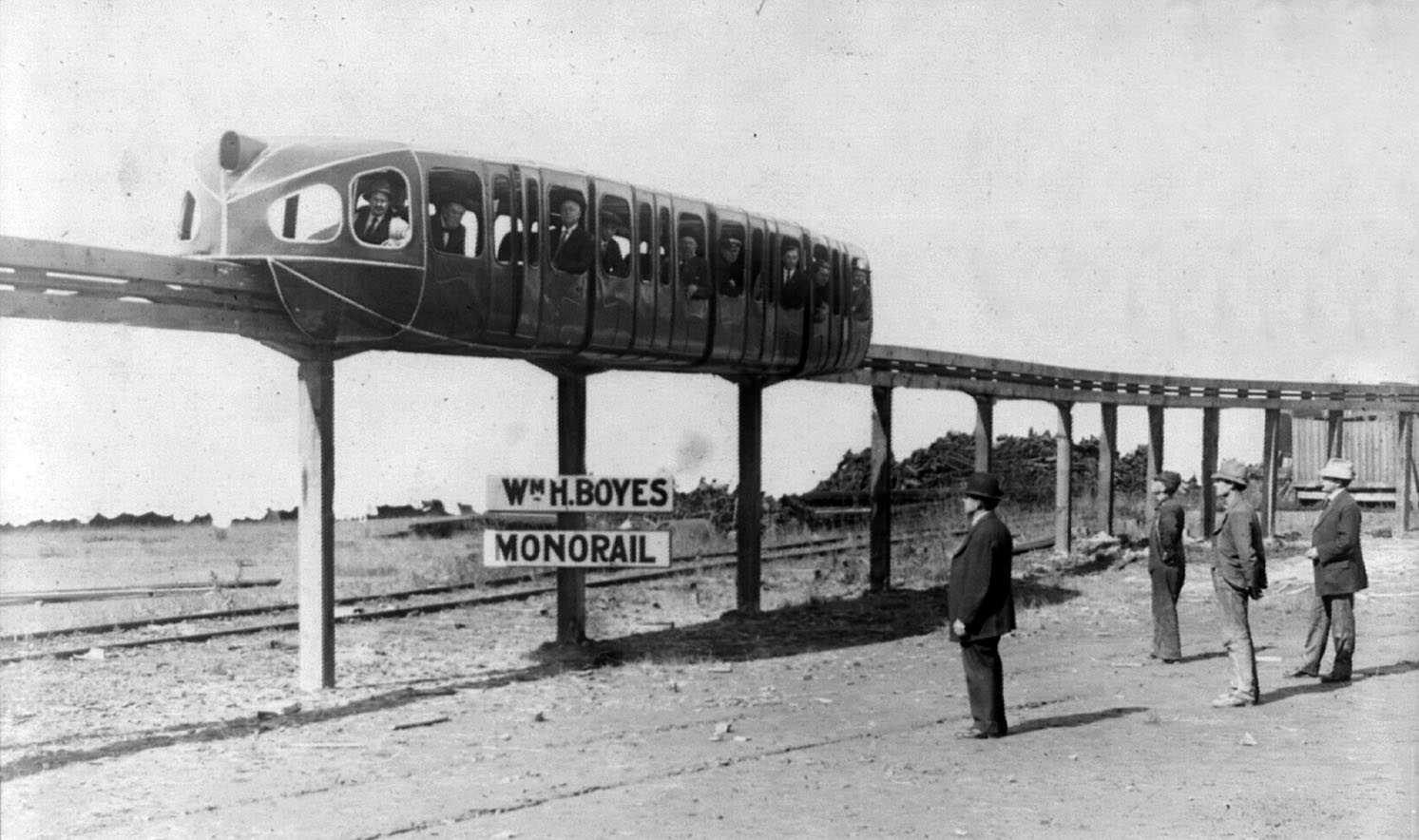
Monorotaia Boyes

Nel 1914 venne realizzata a Genova, in occasione dell'Esposizione internazionale di marina e igiene marinara, una ferrovia a sella, chiamata Telfer, smantellata negli anni successivi. Era dotata di tre rotaie: una portante posta sulla sommità della trave e due laterali di guida.
I precedenti sistemi sono definiti monorotaie pur avendo più di una rotaia in quanto viene considerata rotaia la trave o la struttura dove erano collocate le propriamente dette rotaie ferroviarie.
Le ferrovie a sella moderne (con travi in cemento armato o acciaio e ruote, portanti e di guida, dotate degli pneumatici) sono nate nel dopoguerra (dal 1950) con il primo sistema Alweg. Tra le prime monorotaie costruite con il sistema Alweg vi è la monorotaia di Torino oggi smantellata. Successivamente altre aziende hanno sviluppato altre monorotaie di tipo ferrovia a sella.

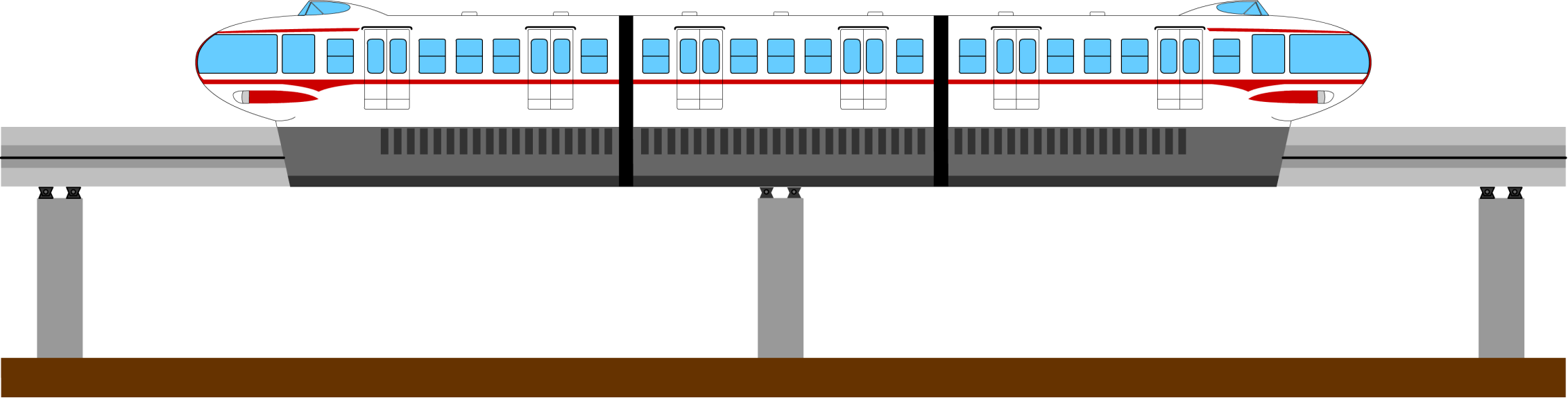
Monorotaia di Torino
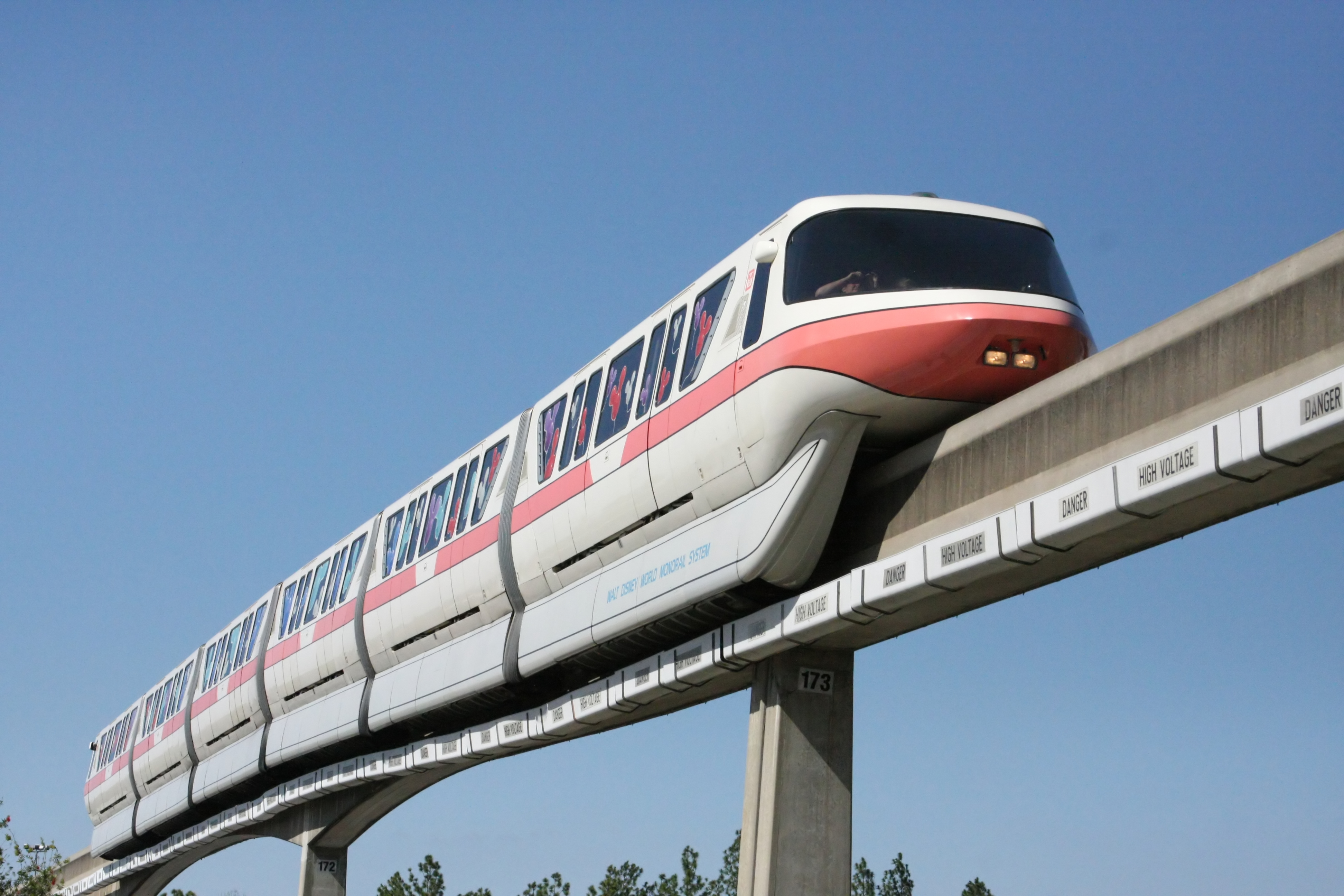
Ferrovia a sella Alweg
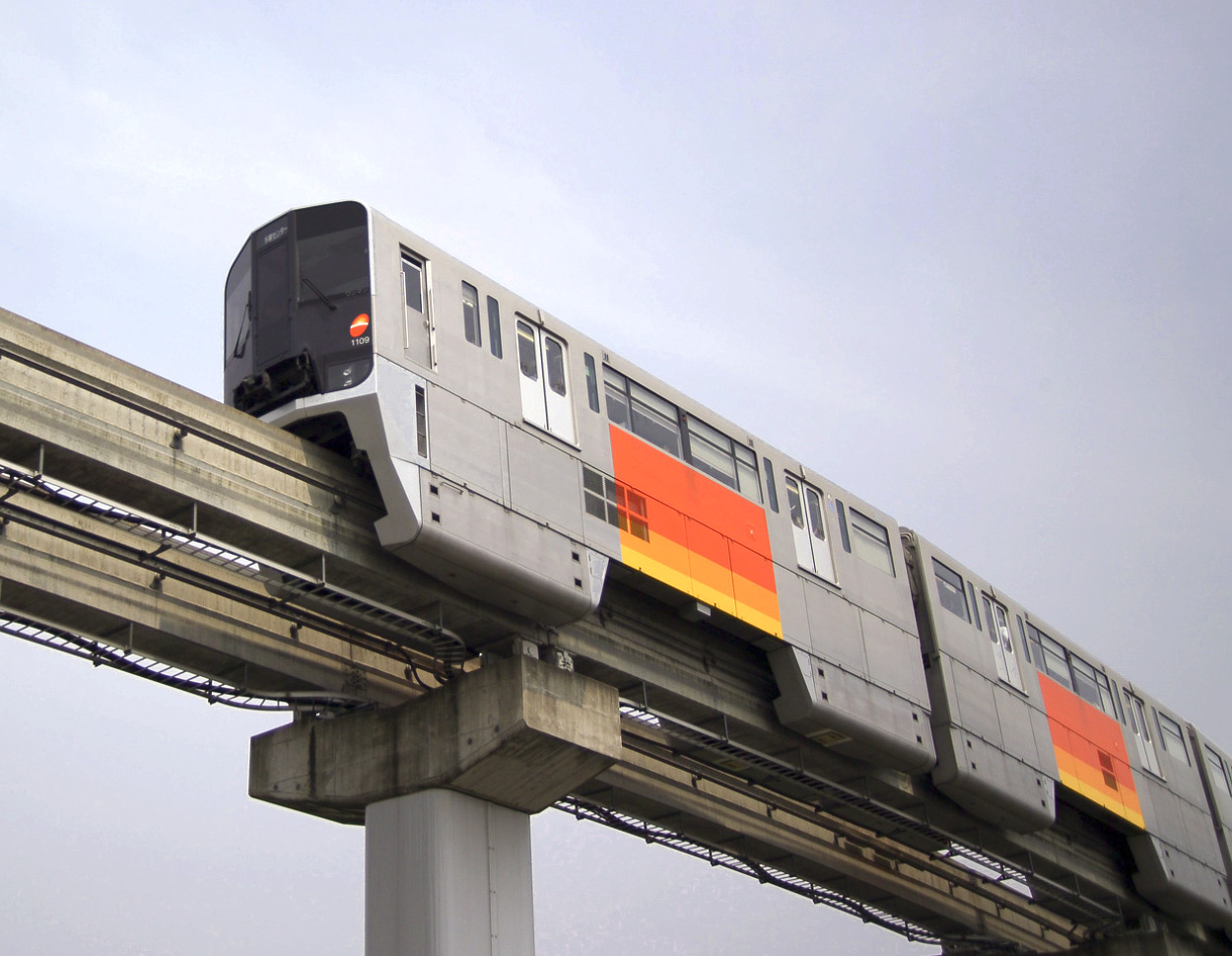
Ferrovia a sella Hitachi
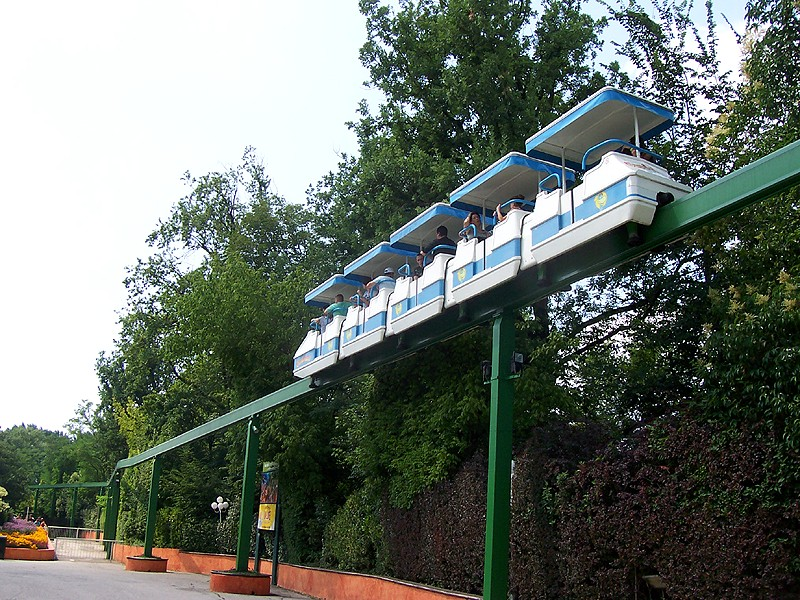
Monorotaia di Gardaland
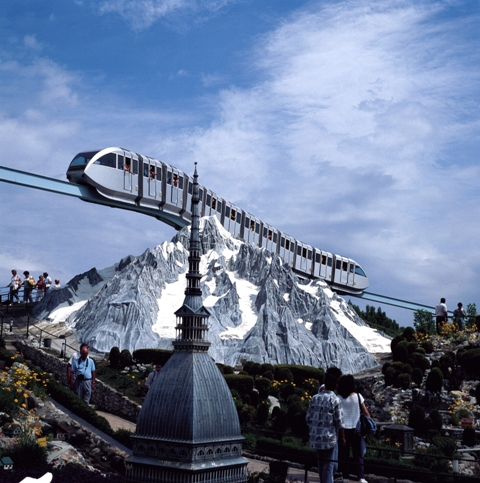
Monorotaia di Italia in Miniatura
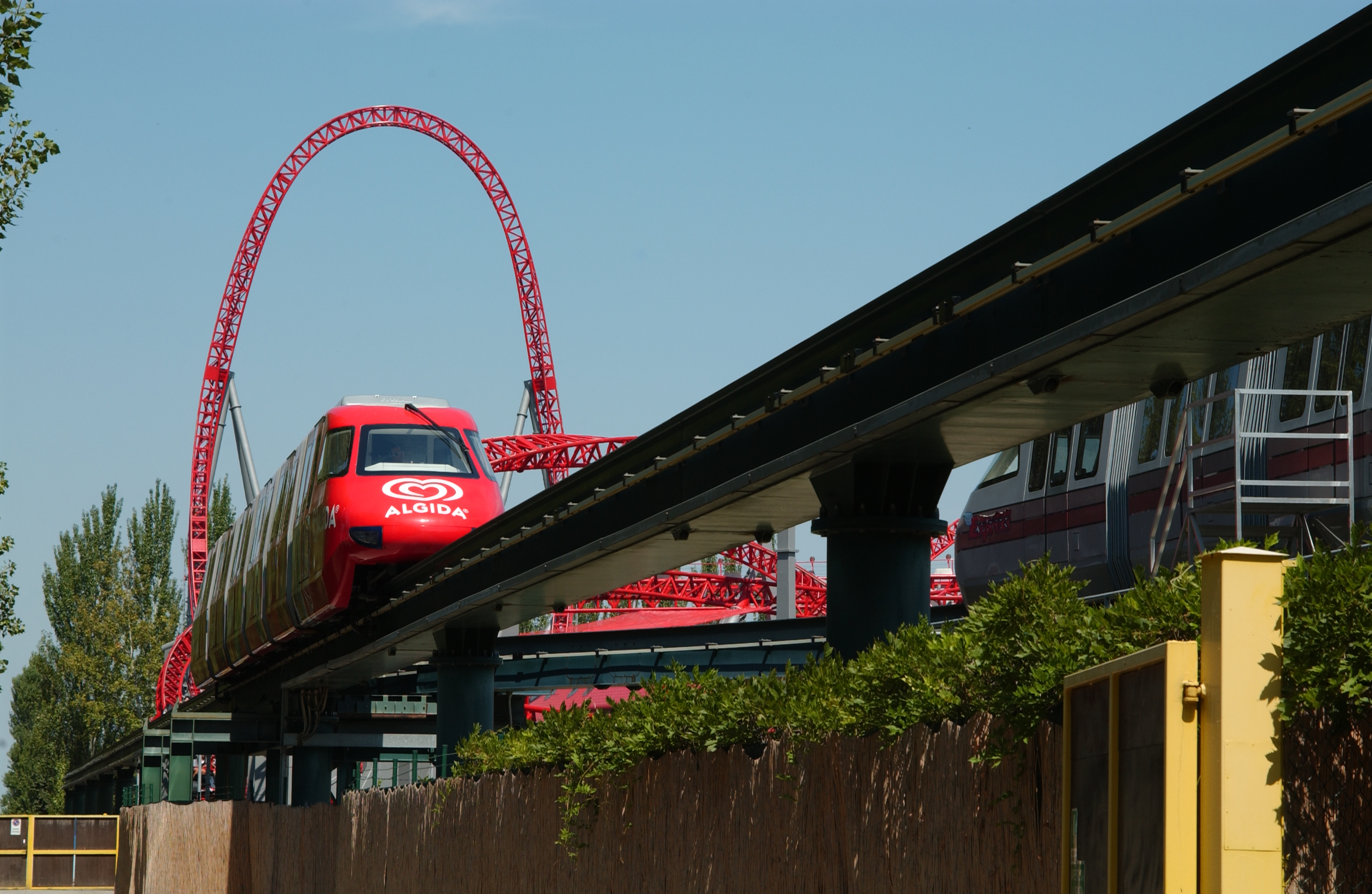
Monorotaia di Mirabilandia

#### Ferrovia sospesa
Le ferrovie sospese sono sistemi in cui i veicoli viaggiano sospesi al di sotto dell'infrastruttura ferroviaria anziché sopra di essa. Tecnicamente non tutte le ferrovie sospese lo sono in quanto alcune di esse sono normali ferrovie a binario come ad esempio il sistema SAFEGE e derivati (Chiba Urban Monorail) o la Memphis Suspension Railway.
Nel 1901 venne aperta al pubblico la Wuppertaler Schwebebahn, ancora attiva, la quale riprendeva un progetto del 1887 della Enos Electric Company di Greenville nel New Jersey.
La monorotaia Bennie Railplane fu costruita come una ferrovia sospesa. Quest'ultima venne costruita dall'ingegnere George Bennie nel 1930 ed era un veicolo che si muoveva su una rotaia sospesa costruita presso Milngavie (dintorni di Glasgow). La propulsione era affidata a una coppia di eliche, anteriore e posteriore, da 2,7 metri di diametro, e l'oscillazione era controllata con un secondo binario inferiore. Era nato per collegare Londra e Glasgow alla velocità di 220 km/h senza bisogno di gallerie, ma Bennie andò in bancarotta prima di completare il progetto. La linea di prova costruita venne smantellata nel 1941 e l'unico veicolo costruito venne rottamato negli anni sessanta.
Altri sistemi furono poi sviluppati tra i quali il SIPEM della Siemens.

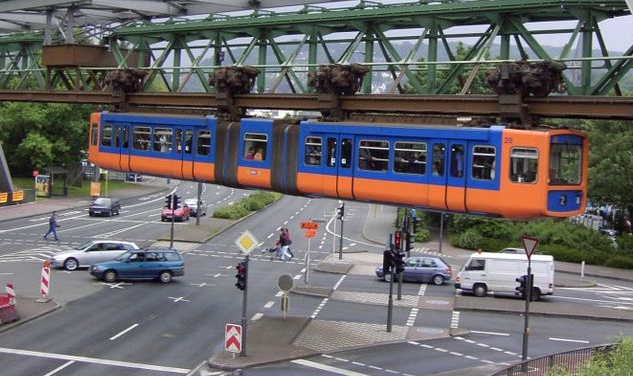
Wuppertaler Schwebebahn
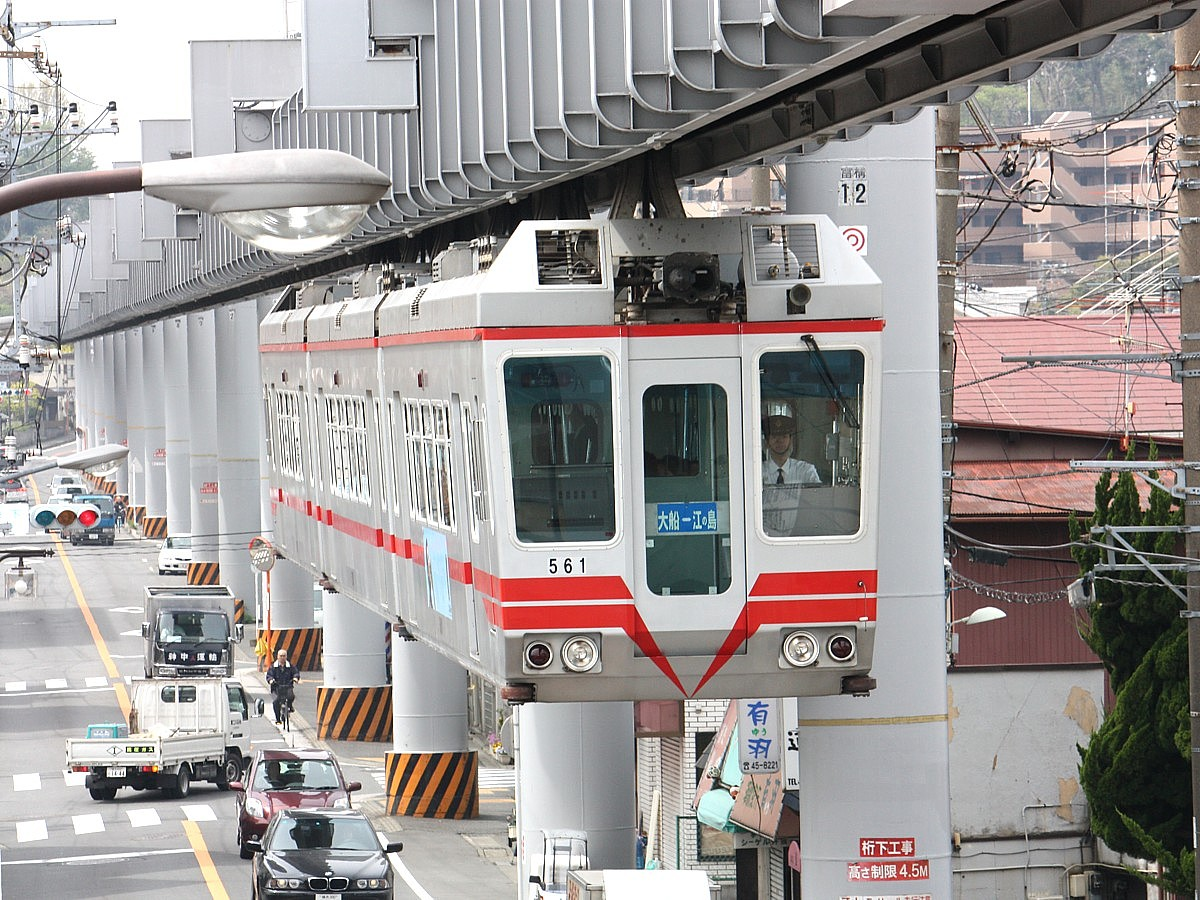
Ferrovia sospesa con sistema SAFEGE di Shonan
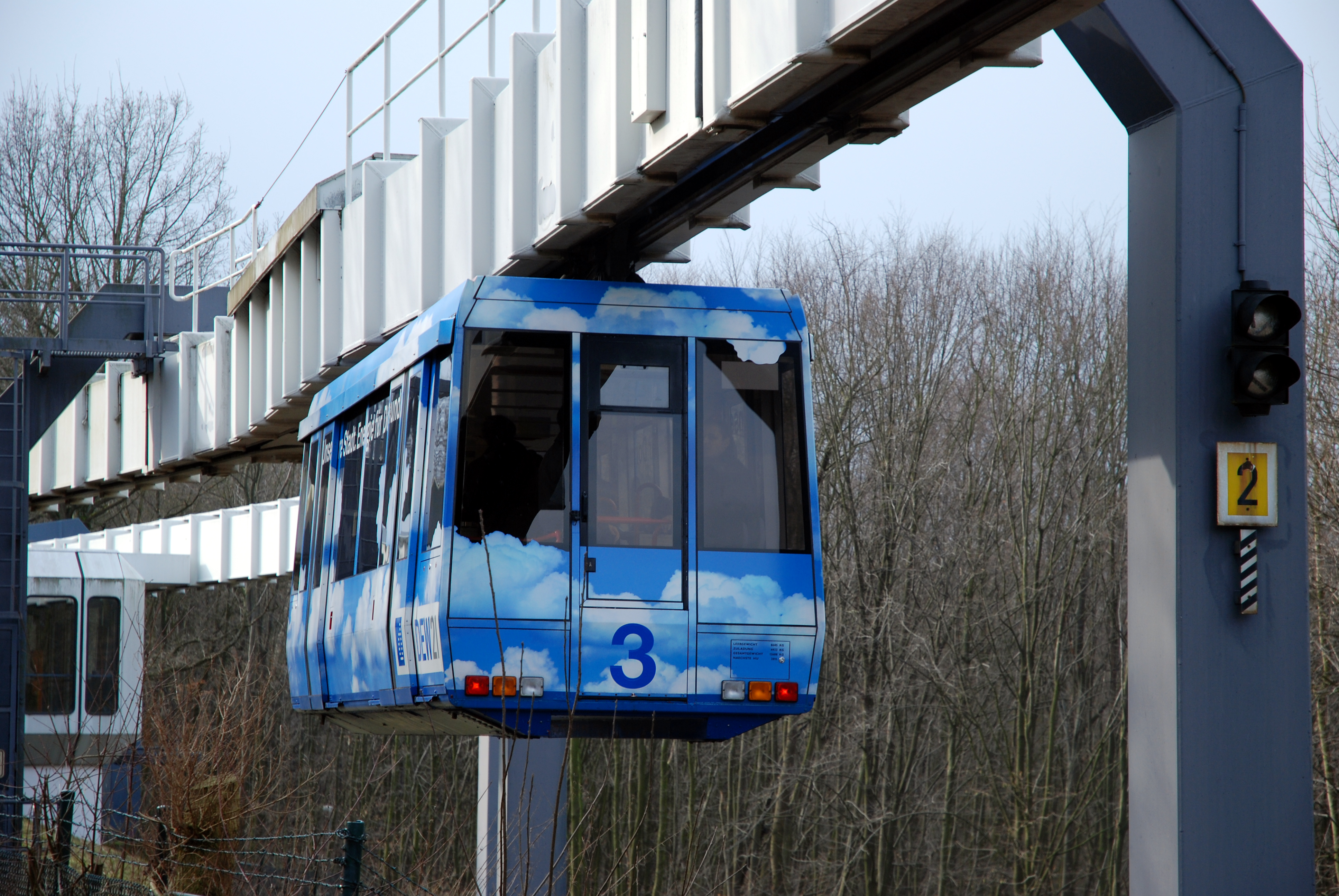
Ferrovia sospesa con sistema SIPEM di Dortmund

## Vantaggi

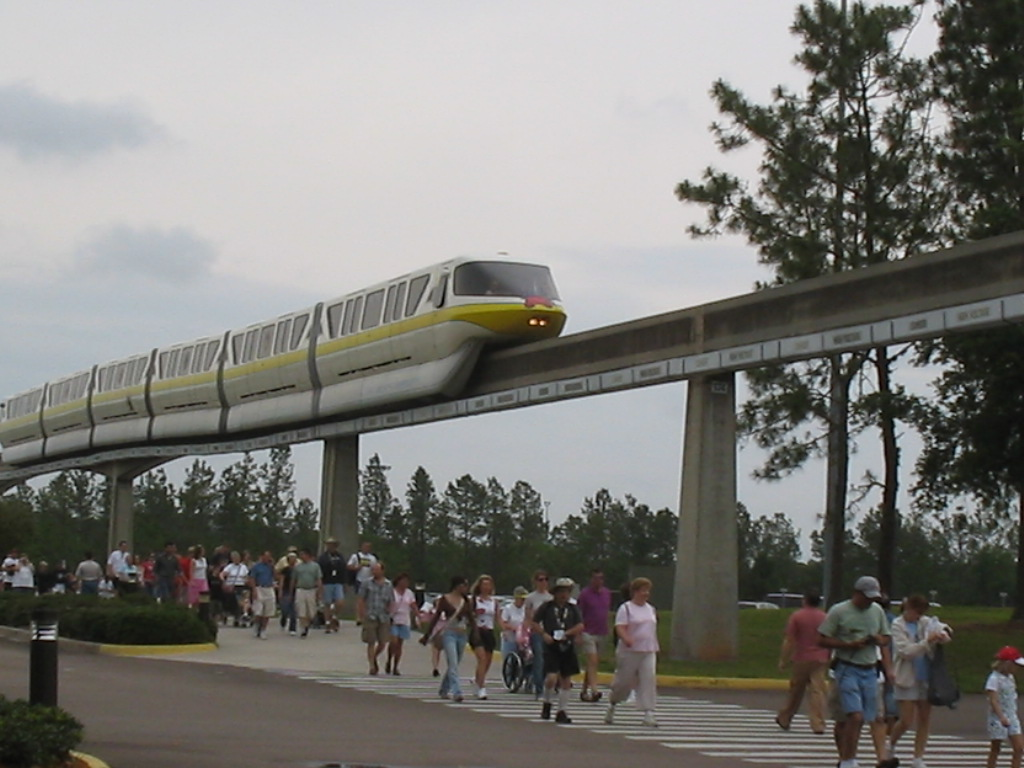
Monorotaia nel parco di divertimenti Epcot della Disney.

Il principale vantaggio delle monorotaie è che i veicoli normalmente sono sopraelevati e circolano in questo modo senza interferire con la sede stradale. Questo evita completamente incidenti con il traffico stradale e rende possibile un'affidabilità raggiungibile soltanto con le metropolitane sotterranee, con un costo sovente ridotto.
Dal punto di vista estetico, per il viaggiatore, c'è il fascino decisamente futuristico e l'effetto della visuale proprio soltanto delle monorotaie.
La costruzione è relativamente veloce e senza problemi, dato che il piano ferroviario viene montato con elementi prefabbricati; le travi si inseriscono, a parere di alcuni, abbastanza bene in scenari cittadini e le ferrovie possono essere introdotte addirittura dentro agli edifici. I costi di costruzione di monorotaie oscillano circa tra i 25 e i 60 milioni di Euro al km, decisamente meno rispetto a metropolitane sotterranee.
Essendo piuttosto stretta la trave genera una zona d'ombra decisamente ridotta rispetto ad un sistema ferroviario convenzionale o ad una strada sopraelevata.
I carrelli sono, soprattutto nel sistema SAFEGE, ma anche nelle ferrovie a sella, molto ben protetti dagli agenti atmosferici in confronto alle ferrovie tradizionali.
L'apparato di rimozione della neve è molto basso nelle ferrovie a sella, nel SAFEGE la rimozione della neve fallisce totalmente (tra questi anche gli esempi di impiego nelle regioni più fredde del Giappone).
I mezzi sono dotati di ruote con pneumatici e sono normalmente a trazione elettrica, questo consente di generare poco rumore e di ottenere nel contempo buone capacità di frenata, di accelerazione e la possibilità di superare pendenze piuttosto accentuate.
È possibile ottenere raggi di curvatura molto ridotti rispetto a quelli ottenibili nelle ferrovie tradizionali.
È praticamente impossibile per una monorotaia deragliare.

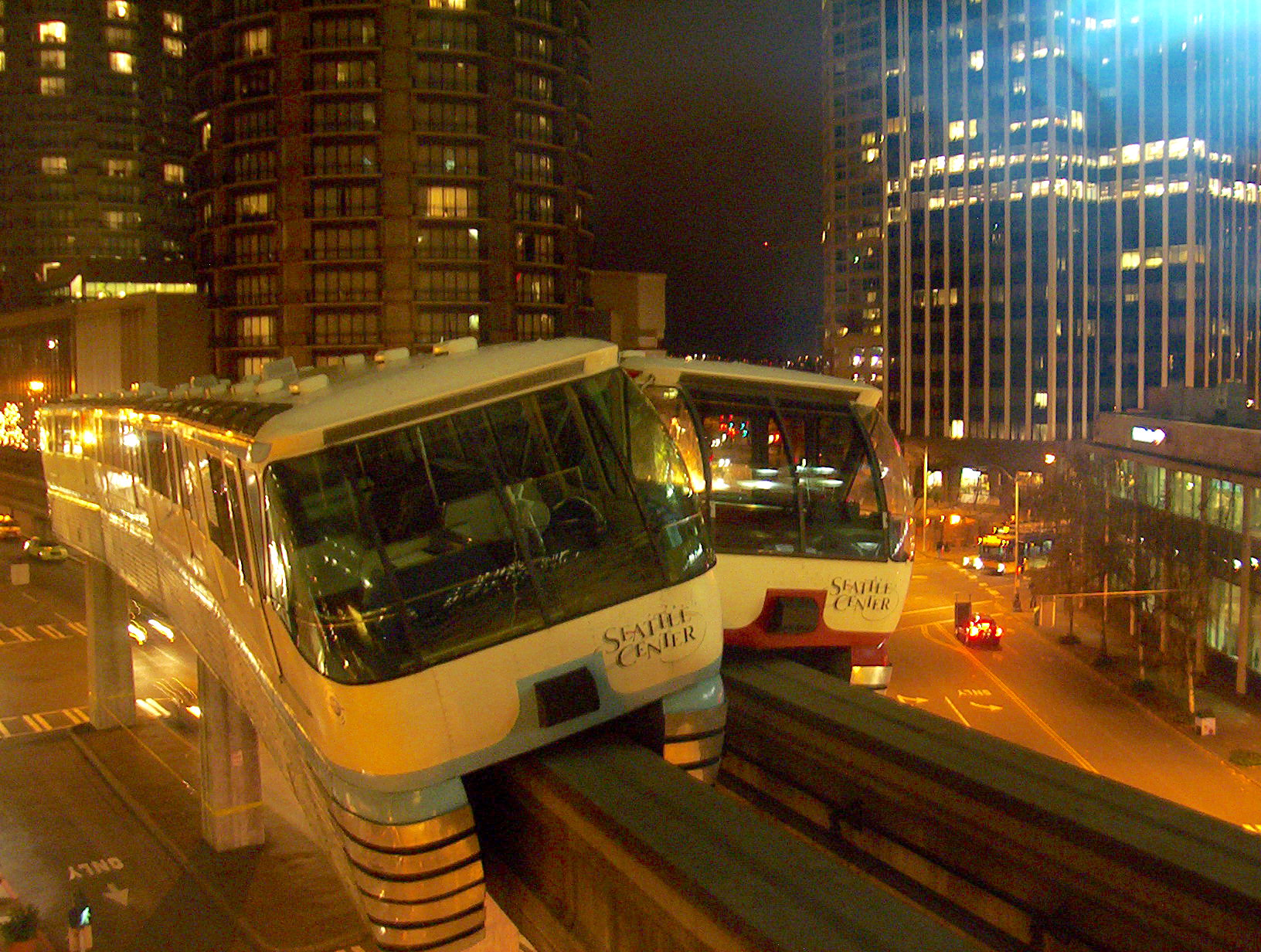
Incidente nella monorotaia del tipo ferrovia a sella di Seattle

## Svantaggi e incidenti
Non esistono al momento standard dimensionali. In pratica, con l'esclusione di alcuni impianti in Giappone, ogni linea adotta proprie soluzioni rendendo impossibili economie di scala nella costruzione dei componenti.
In caso di emergenza è molto difficile evacuare i mezzi in quanto facilmente gli stessi si troveranno ad una notevole altezza da terra. Svantaggio che si è notato quando, a Sydney, i passeggeri rimasero bloccati in un treno per ore. La realizzazione di un marciapiede per l'evacuazione dei mezzi aumenterebbe i costi e l'impatto paesaggistico della linea. In tal senso è però ipotizzabile l'utilizzo di scivoli di emergenza come sugli aerei.
Inoltre un servizio merci da prendere sul serio nei sistemi realmente applicati è impossibile, poiché questi pretendono un utilizzo esclusivo con locomotive a causa delle numerose ruote perlopiù pneumatiche o a gomma piena, soprattutto quando sussistono grandi pendenze o sopraelevazioni.

## Sistemi di costruzione

### Ferrovie a sella
- Sistema ALWEG: travi ferroviarie in cemento armato o profilo d'acciaio, con taglio trasversale ad angolo retto (spesso stretto lateralmente leggermente a forma di clessidra); una fila di ruote portanti, in totale quattro file di ruote conduttrici (tutte pneumatiche); fornitura di corrente elettrica su una rotaia percorsa da corrente e applicata lateralmente (corrente continua).
  - Sistema di costruzione di una ferrovia Alweg: travi di 51-90 cm di larghezza e di 88 fino a 220 cm di altezza; carrelli; ruote portanti sotto o nella cabina e gommato con pneumatici gemelli; tensione di alimentazione 600 V.
  - Sistema di costruzione Monorail Malaysia: larghezza delle travi 80 cm, tensione di alimentazione 750 o 1500 V.
  - Sistema di costruzione Hitachi: larghezza delle travi 85 cm, due anziché una sola coppia di pneumatici portanti per carrello, serie di costruzioni più recenti con pavimento alto affinché le ruote portanti non permettano fessure nel vano viaggiatori; tensione di alimentazione 1500 V.
  - Sistema di costruzione Disney/Bombardier: larghezza delle travi 66 cm; nessun carrello, ruote portanti montate strette davanti e dietro alle cabine (nessun passaggio libero tra i veicoli) e solo singolarmente pneumatiche; tensione di alimentazione: 600 o 750 V.
  - Sistema di costruzione Bombardier: come Disney/Bombardier, ma completamente automatico.
- Sistemi portanti: travi ferroviarie in profilo d'acciaio ad angolo retto (raramente cemento armato) con almeno una flangia sporgente; ruote conduttrici intaccano la flangia da sotto e i lati delle travi da fuori:
  - sistema di costruzione Bombardier giri/1': trave in acciaio e cemento armato.
  - Sistema di costruzione Intamin: trave 60 cm di larghezza e 100 cm di altezza (applicato alla Monorotaia di Mosca).

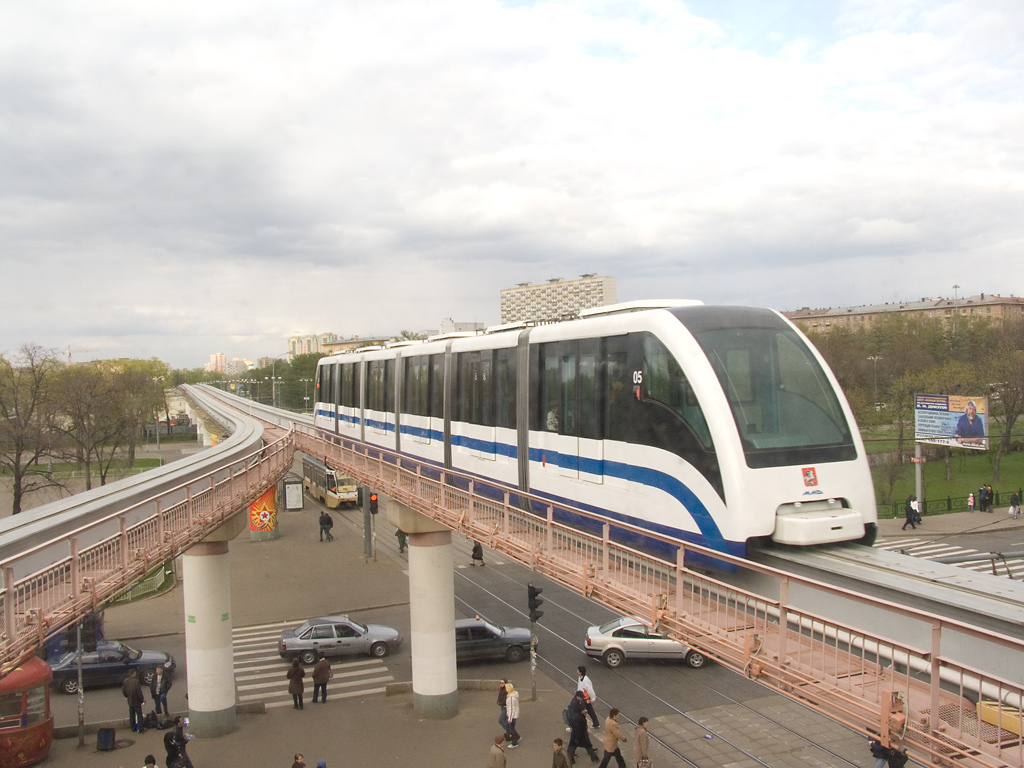
Monorotaia di Mosca: ferrovia a sella con sistema Intamin

- - Sistema di costruzione Severn Lamb: trave in acciaio o cemento armato precompresso.
  - Sistema di costruzione Von Roll (nel frattempo passato via Adtranz a Bombardier): Larghezza della trave 70 cm, con flangia sporgente da entrambi i lati rispettivamente di 12 cm, altezza della trave di 83,2 cm; ad ogni coppia di ruote portanti sono aggiunte due ruote portanti intaccanti da sotto e due da destra a sinistra ciascuna; corrente di trazione 500 V corrente alternata (due rotaie percorse da corrente dal basso).
- Sistemi di travi a T: trave con profilo a T rovesciato, cioè con flangia larga sotto (eventualmente con flangia larga sopra); il peso del veicolo si posa sulla flangia larga inferiore, non sul lato ristretto.
  - Sistema di costruzione Eurotren Monoviga: trave di 190 cm di larghezza e 130 cm di altezza, veicoli snodabili con 2 ruote portanti e 2 coppie di ruote conduttrici per sezione; per l'opzione dell'alta velocità, si devono usare ruote in acciaio anziché gommati e motore lineare anziché una trazione a ruota.
  - Sistema di costruzione Urbanaut: travi in cemento armato di 100 cm di larghezza con una speciale rotaia sagomata di conduzione in acciaio; pneumatici di conduzione di ordine diagonale anziché orizzontale; graduabile dal veicolo lento su gomme piene fino alla ferrovia oscillabile.
  - High-Speed Monorail: singole ruote in acciaio sospese, trazione di motore lineare, alte velocità.

### Ferrovia sospesa
- Sistema SAFEGE: carrelli a quattro ruote circolano all'interno di una trave scatolata con una fessura posta al di sotto; le scatole sono appese all'intelaiatura attraverso la fessura; corrente di trazione dalle rotaie percorse da corrente all'interno del contenitore (esempi: Chiba Urban Monorail e Shonan Monorail).
  - sistema di costruzione Aerorail: i carrelli viaggiano nella travatura su rotaie convenzionali a scartamento di 1000 mm; tensione in corsa di 750 V corrente continua.
  - Sistema di costruzione Mitsubishi: sezione trasversale di travatura di corsia di 186 cm x 189 cm, carrelli a ruote pneumatiche; tensione in corsa 1500 V corrente continua.
  - Sistema di costruzione Siemens SIPEM: travatura molto ristretta, pneumatici a gomma piena; tensione in corsa 380 V; corrente trifase (esempi: H-Bahn di Dortmund, Skytrain all'aeroporto di Düsseldorf).
- Sistema di travi a doppia T: la trave è una trave convenzionalmente verticale a doppia T in acciaio o cemento armato.
  - La maggior parte dei sistemi su rotaia da officina o sospesi.
  - Sistema di costruzione Titan Global Systems: rulli portanti in gomma dura sulla flangia inferiore, i rulli portanti intaccano la passerella da fuori e la flangia inferiore da sotto; trazione di motore lineare, che apporta forza di accelerazione e sgrava così facendo i rulli portanti.
- Sistemi a bordino doppio: ruote in acciaio con un bordino doppio viaggiano su un binario in acciaio singolo.
  - Sistemi di costruzione Langen (Wuppertaler Schwebebahn, Dresden Schwebebahn, Ueno-Zoo Monorail): tensione di corsa 600 V, corrente continua.
- Sistema Aerobus: rotaie in alluminio appese a costruzioni a cavo secondo la modalità di ponte sospeso (distanze fra piloni fino a 600 m), vengono attorniate dai carrelli dall'esterno; due file di ruote portanti.
- Sistema Goodell[16]

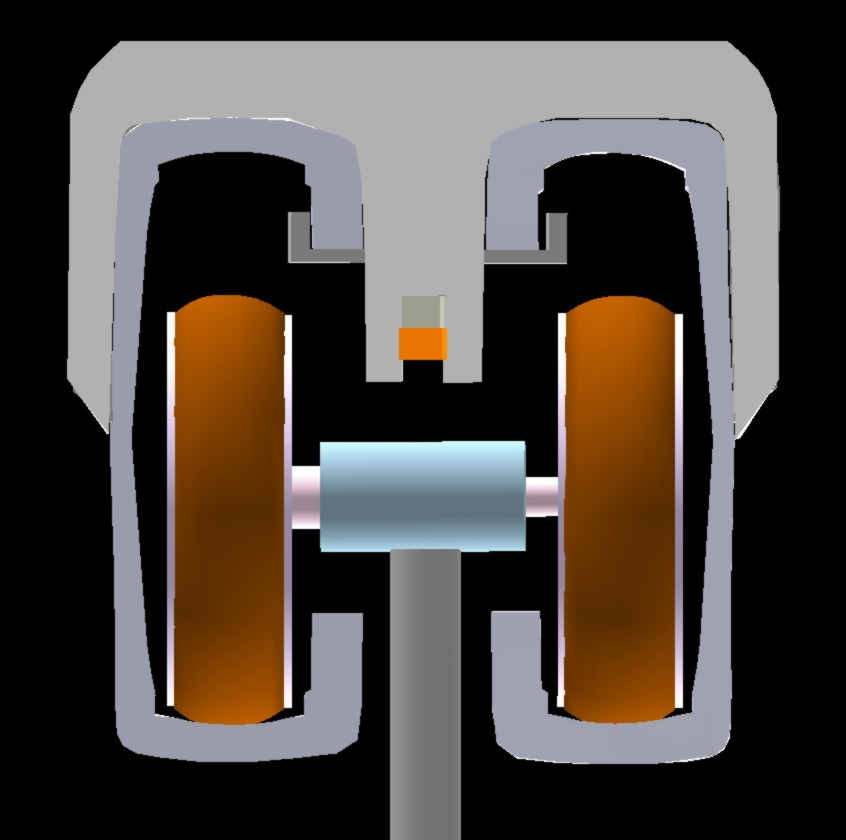
Particolare delle ruote del sistema SAFEGE all'interno della trave. Dalla fessura esce il palo agganciato al veicolo
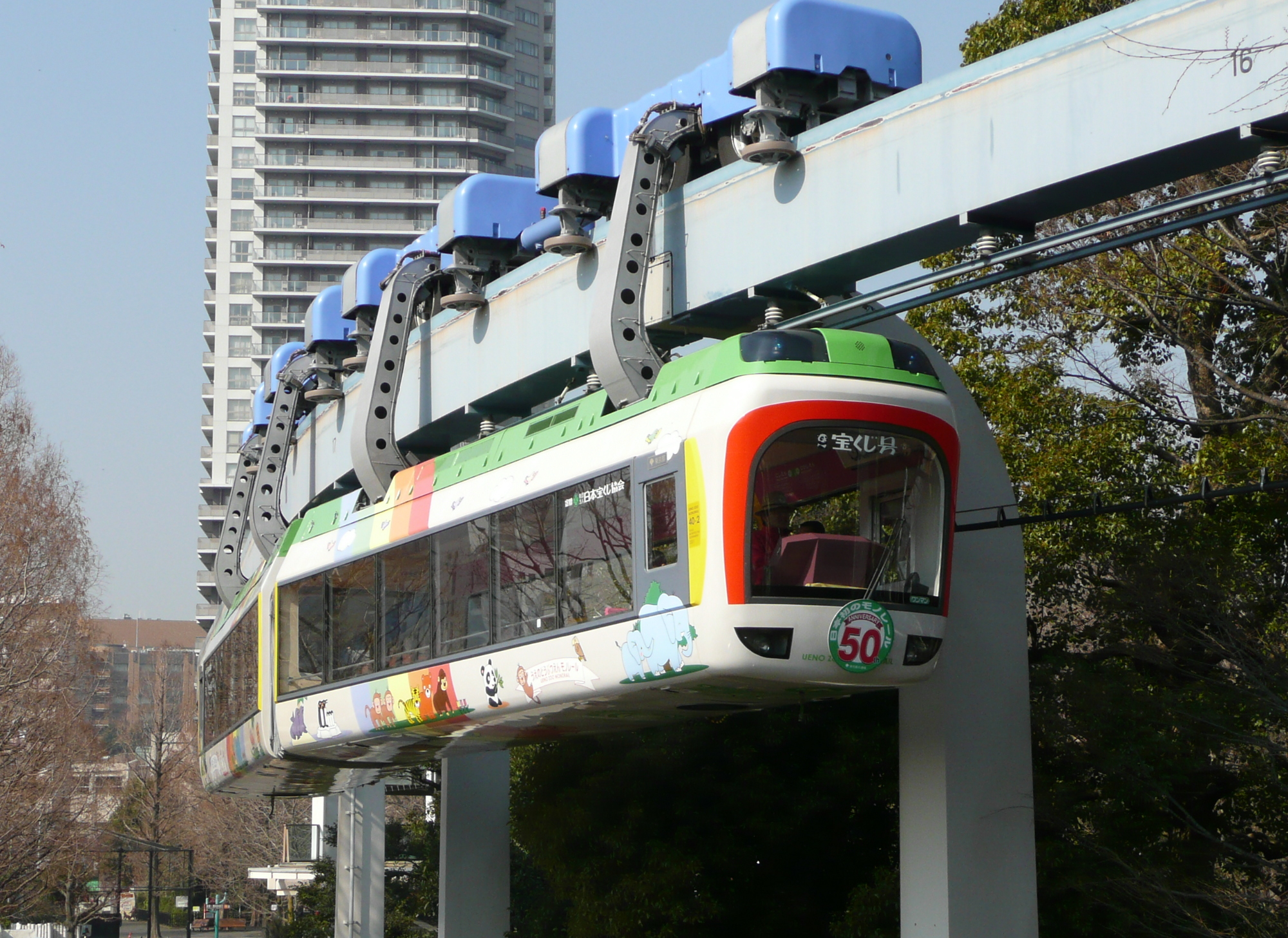
Ferrovia sospesa allo Zoo di Ueno, Tokyo, sistema Langen
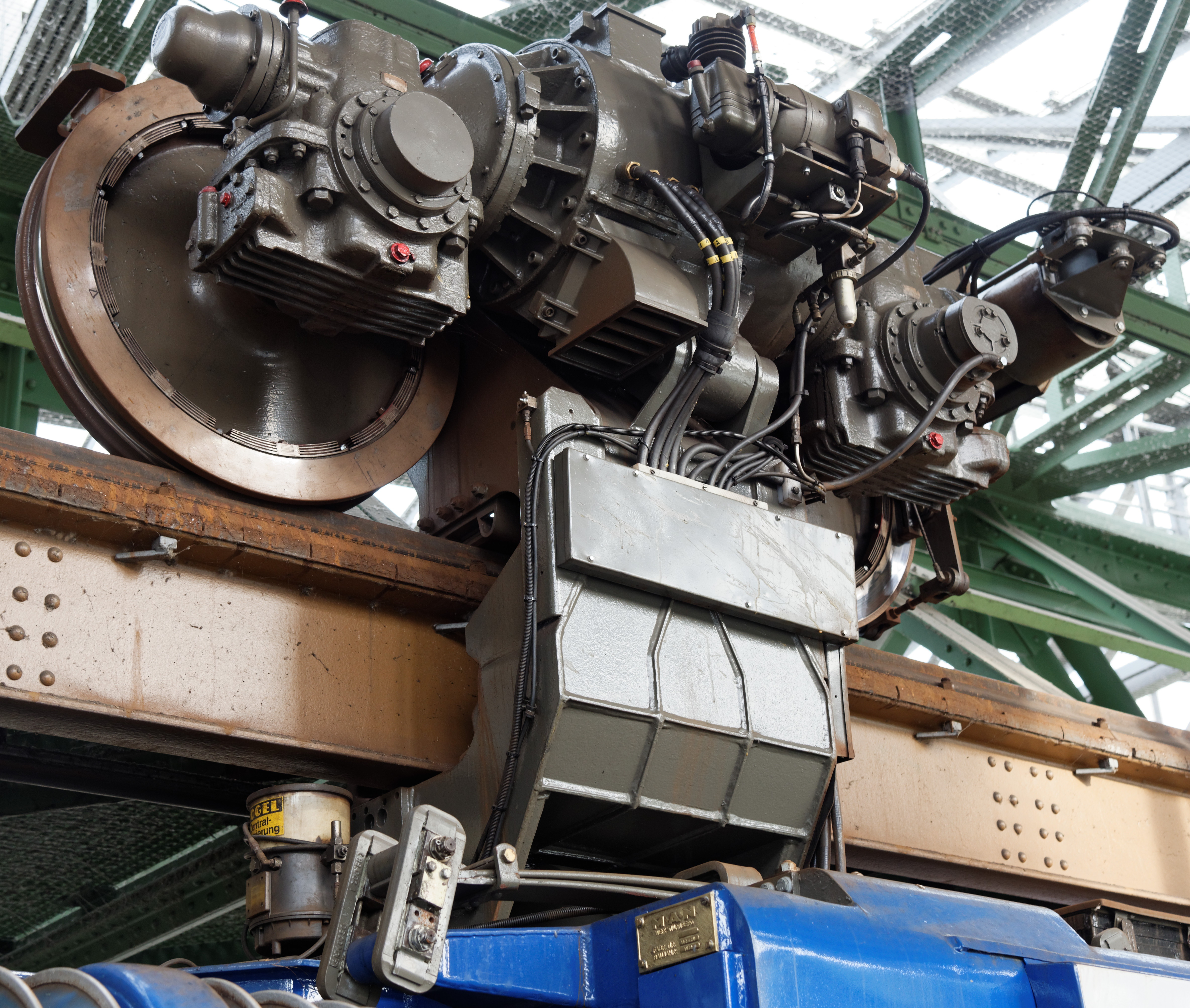
Particolare delle ruote in acciaio e del binario anch'esso in acciaio del sistema Langen della Wuppertaler Schwebebahn
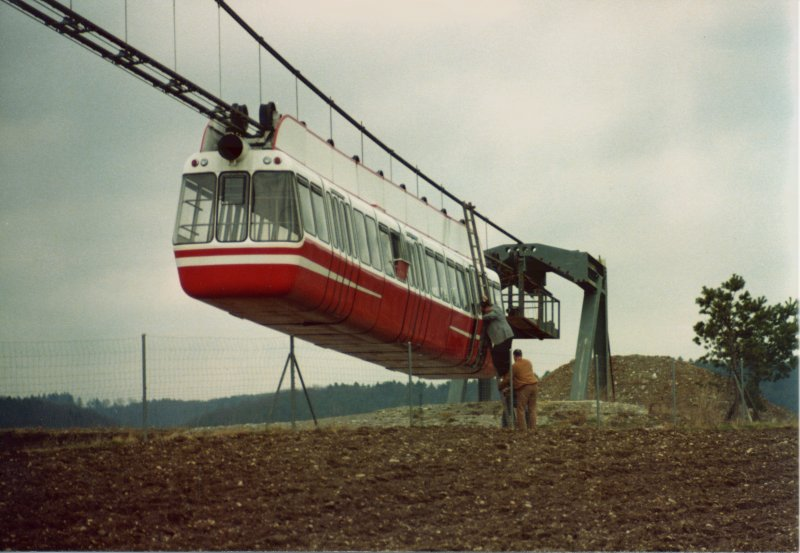
Un aerobus sperimentale a Dietlikon, in Svizzera, nel 1974

### Monorotaie a levitazione
Vengono definite rotaie a levitazione quei sistemi che eliminano il contatto meccanico con l'infrastruttra ferroviaria durante la corsa, allo scopo di minimizzare l'attrito, come la ferrovia a levitazione magnetica (ad esempio il Transrapid e la M-Bahn di Berlino) e la ferrovia a levitazione aerodinamica (Aérotrain).

### Monorotaiecantilevered
Nel sistema Futrex e OTG HighRoad, attualmente solo sperimentali, i veicoli sono attaccati da un solo lato alla trave, che può essere percorsa su entrambi i lati. Negli altri tipi di monorotaie ciò non può avvenire. Rappresentano una evoluzione delle monorotaie a sella.
- Sistema Scherer[16].
- Sistema Futrex: trave con taglio trasversale triangolare (lunghezza di base di circa 215 cm, altezza di circa 168 cm) portano su entrambi i lati sopra e sotto ciascuno una rotaia di tipo Vignole sagomata per lo scopo; sulle rotaie inferiori viaggiano diagonalmente dall'alto verso l'esterno ruote in acciaio con superfici di percorso concave, sulle rotaie superiori intaccanti dall'interno verso l'esterno quattro gruppi rullanti[18].
- Sistema OTG HighRoad: trave piena a forma di T rovesciata (circa 198 cm di larghezza e 183 cm di altezza) con una flangia ai bordi piegata a gomito verso il basso sopra la passerella; ruote in acciaio senza bordini viaggiano sulla base (portante), sul lato della trave (di sostegno al veicolo) e sul lato interno della flangia superiore (conduttrice); il veicolo è attaccato lateralmente ai carrelli tramite travi a sbalzo che conducono verso l'esterno sotto la flangia superiore; il lato superiore della flangia superiore rimane libero e può essere utilizzato come via di corsa per veicoli di servizio[19].

## Sistemi esistenti
La più lunga monorotaia è quella di Osaka con una lunghezza di 28 km.
Le seguenti tabelle sono parziali in quanto, soprattutto negli USA, esistono diverse monorotaie installate nei parchi divertimento.

### Europa
| Paese    | Città               | Articolo                | Apertura | Lunghezza totale | Produttore  |
| -------- | ------------------- | ----------------------- | -------- | ---------------- | ----------- |
| Germania | Dresda              | Schwebebahn             | 1901     | 0,274 km         |             |
| Germania | Dortmund            | H-Bahn                  | 1984     | 3,6 km           |             |
| Germania | Düsseldorf          | SkyTrain                | 2002     | 2,5 km           |             |
| Germania | Wuppertal           | Wuppertaler Schwebebahn | 1901     | 13,3 km          |             |
| Italia   | Gardaland           | Monorotaia              | 1990     | 0,800 km         | Mack Rides  |
| Italia   | Mirabilandia        | Mirabilandia Express    | 1999     | 1,47 km          | Severn Lamb |
| Italia   | Italia in miniatura | Monorotaia Arcobaleno   | 2001     | 0,700 km         |             |
| Italia   | Bologna             | Marconi Express         | 2020     | 5,095 km         | Intamin     |
| Russia   | Mosca               | Monorotaia di Mosca     | 2004     | 5 km             |             |

### Asia
| Paese         | Città        | Articolo                   | Apertura         | Lunghezza totale | Produttore        |
| ------------- | ------------ | -------------------------- | ---------------- | ---------------- | ----------------- |
| Cina          | Chongqing    | Metropolitana di Chongqing | 2005             | 17,4 km          | Alweg             |
| Cina          | Shanghai     | Transrapid di Shanghai     | 2004             | 30,5 km          | Transrapid Maglev |
| Cina          | Shenzhen     |                            | 1998             | 4,4 km           | Intamin           |
| Cina          | Weihai       |                            | in progettazione | 4,2 km           | Aerobus           |
| Corea del Sud | Incheon      | Monorotaia Eunha           | in costruzione   | 5,1 km           | Urbanaut          |
| Corea del Sud | Daegu        | Monorotaia di Daegu        | 2015             | 23,9 km          |                   |
| India         | Mumbai       |                            | 2014             | 19,54 km         |                   |
| Indonesia     | Giacarta     |                            | lavori sospesi   | 27 km            | Hitachi           |
| Giappone      | Chiba        | Monorotaia di Chiba        | 1988             | 15,5 km          | SAFEGE            |
| Giappone      | Hiroshima    |                            | 1998             | 1,3 km           | Seilbahnsystem    |
| Giappone      | Okinawa      | Monorotaia di Okinawa      | 2003             | 12,8 km          | Hitachi           |
| Giappone      | Kamakura     | Monorotaia Shōnan          | 1970             | 6,6 km           | SAFEGE            |
| Giappone      | Kitakyūshū   | Monorotaia di Kitakyūshū   | 1985             | 8,8 km           | Hitachi           |
| Giappone      | Ōsaka        | Monorotaia di Ōsaka        | 1990             | 28,0 km          | Hitachi           |
| Giappone      | Tama         | Monorotaia Tama Toshi      | 1997             | 16 km            | Hitachi           |
| Giappone      | Tōkyō        | Monorotaia di Tokyo        | 1964             | 16,9 km          | Alweg             |
| Giappone      | Tōkyō        |                            | 1958             | 0,3 km           | Langen            |
| Giappone      | Urayasu      |                            | 2001             | 5,0 km           | Hitachi           |
| Malaysia      | Kuala Lumpur |                            | 2003             | 8,6 km           | Hitachi           |
| Malaysia      | Putrajaya    |                            | ?                | 18 km            | Monorail Malaysia |
| Singapore     | Sentosa      | Sentosa Express            | 2007             | 2,1 km           | Hitachi Small     |
| Singapore     | Singapore    |                            | 1991             | 1,7 km           |                   |

### America
| Paese       | Città        | Articolo                                  | Apertura | Lunghezza | Produttore                                |
| ----------- | ------------ | ----------------------------------------- | -------- | --------- | ----------------------------------------- |
| Brasile     | San Paolo    | Linea 15 della metropolitana di San Paolo | 2014     | 14.6km    | Bombardier                                |
| Stati Uniti | Jacksonville | Jacksonville Skyway                       | 1989     | 4,0 km    | Matra (1989-1996), Bombardier (1997-oggi) |
| Stati Uniti | Las Vegas    | Monorotaia di Las Vegas                   | 2004     | 6,3 km    | Bombardier                                |
| Stati Uniti | Newark       | AirTrain Newark                           | 1996     | 4,8 km    | Adtranz                                   |
| Stati Uniti | Seattle      | Monorotaia di Seattle                     | 1962     | 1,5 km    | Alweg                                     |

## Sistemi soppressi
- Europa:
  - Gelsenkirchen: Bundesgartenschau 1997
  - Colonia-Fühlingen: ferrovia Alweg (1957-1960)
  - Mannheim: Aerobus durante lo spettacolo del giardino federale 1975
  - Stoccarda: Monorotaia durante l'IGA 1993 (ferrovia panoramica)
  - Torino: Monorotaia di Torino
  - Genova: Telfer
- Giappone:
  - Nara Dreamland (1961-??)
  - Yomiuri Land, Tōkyō (1964-1988), Sistema Hitachi-Alweg
  - Inuyama (1962-2008), sistema Alweg[21]
  - Higashiyama Park, Nagoya (1964-1974), Sistema Safege
  - Mukogaoka-Yuen, Kawasaki (1965-2001), Sistema Lockheed
  - Himeji (1965-1974), System Lockheed
  - Yokohama Dreamland (1966-1967)
- Australia:
  - Sydney Von Roll Typ III (1988-2013)[22]
- America:
Monorotaia di Poços de Caldas (1991-2000)